# Château Rauzan-Gassies
Pour les articles homonymes, voir Gassies.
Le château Rauzan-Gassies, est un domaine viticole de 30 hectares situé sur les communes de Margaux et Cantenac en Gironde. En AOC margaux, il est classé second grand cru dans la classification officielle des vins de Bordeaux de 1855.

## Histoire

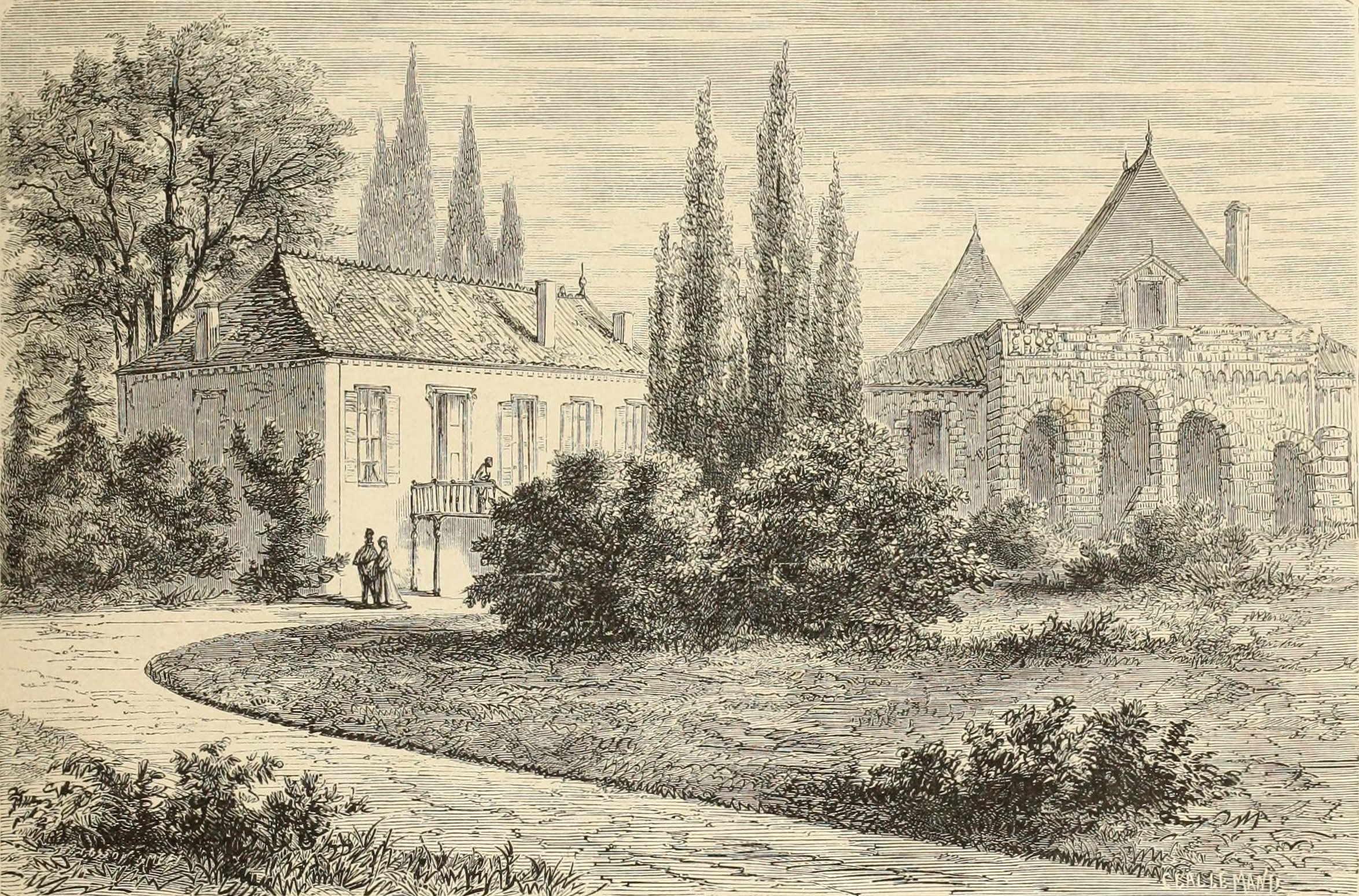
Illustration du château Rauzan-Gassies en 1838.

Le nom du domaine provient d'une part de la maison noble des Gassies dont Gaillard de Tarbes était le seigneur en 1530 et d'autre part de Rauzan, conseiller au parlement de Bordeaux vers 1650. La fondation du château Rauzan-Gassies par Pierre Desmezures de Rauzan, négociant et fermier de la famille Latour, comme domaine viticole date du XVIIe siècle. Le rachat des terres alentour lui permit de créer deux vignobles : Rauzan Gassies et Pichon-Longueville, deux futurs grands crus classés. À cette époque le château Rauzan-Gassies et le château Rauzan-Ségla constituaient une seule et même propriété avant leur division pour des raisons successorales à la fin du XVIIIe siècle. La réputation des vins de Rauzan-Gassies se fit alors par la vente des barriques à bord de bateaux affrétés jusqu'à Londres.
Depuis 1946, le château Rauzan-Gassies appartient à la famille Quié qui gère le domaine avec à sa tête Jean-Michel Quié et sa fille Anne-Françoise Quié, œnologue. La famille Quié possède également le château Croizet-Bages et le château Bel-Orme.

## Terroir
L’encépagement du domaine se répartit de la façon suivante : 65 % de cabernet sauvignon, 25 % de merlot, 5 % de cabernet Franc et 5 % de petit verdot sur des sols composés à 70 % de graves, 15 % sablo-graveleux et 15 % argilo-sableux.

## Vins
Le domaine produit également un second vin « Le Chevalier », ainsi que « Les Ailes de Rauzan ».